# Luiz Cláudio (cantor)
Luiz Cláudio de Castro (Curvelo, Minas Gerais, 22 de março de 1935 – Guaratinguetá, São Paulo, 28 de agosto de 2013) foi um cantor e compositor brasileiro.

## História
Ganhou seu primeiro instrumento do pai: um cavaquinho. Estudou, ainda menino, com o maestro Moacir Santos e integrou o grupo de seresta Trovadores do Luar, que se apresentava na local Rádio Clube. Mudou-se para Belo Horizonte em 1949, sendo contratado pela Rádio Inconfidência. Gravou o primeiro disco em 1952, um 78rpm com duas faixas: Fim de Semana, de Rômulo Paes e Nilo Ramos, e Primavera em setembro (September song), de Kurt Weil com versão de André Rosito. No ano seguinte estreia como compositor com A rua onde ela mora, em parceria com o irmão Antônio Maurício de Castro.
Mudou-se para o Rio de Janeiro em 1955. Lá, apresentava-se nas principais rádios da cidade, Mayrink Veiga e Nacional. No mesmo ano lança seu primeiro sucesso, Blim, blem, blam, de Nazareno de Brito, junto com Sino de Belém, de Evaldo Rui. Com esse disco, ganhou do jornal O Globo o Disco de Ouro como revelação masculina.
Formou-se em Arquitetura pela Faculdade Nacional de Arquitetura em meados dos anos 1960. Também cursou pintura no Museu de Arte Moderna paralelamente à carreira musical.
Antes de lançar LPs, lançou quase trinta de discos 78rpm. Lança LPs pelas gravadoras Columbia, RCA Victor e Odeon, pela qual gravou seus principais trabalhos.
1. ↑  Luiz Cláudio no Dicionário Cravo Albin da Música Popular Brasileira
2. ↑  Dolabela, Marcelo (Março de 2012). «LUIZ CLÁUDIO - a imagem, o imaginário e a imaginação na MPB». Belo Horizonte. O Cometa Itabirano (350): 4 e 5